# Този, Пьер Франческо
Пьер Франческо Този (итал. Pier Francesco Tosi; 1654, Чезена — 1732, Фаэнца) — итальянский певец-сопранист, композитор и музыковед. Сын Джузеппе Феличе Този.

## Творчество
В 1705 году Този переехал в Вену, именно там до 1711 года он был придворным капельмейстером, параллельно неся дипломатическую службу. Начиная с 1723 года он начал жить попеременно в Болонье и Лондоне, в 1730 году приняв сан священника в Болонье. Пьер Франческо Този гастролировал по различным европейским странам (сохранились упоминания о его выступлениях в Дрездене, английские газеты с анонсами его лондонских концертов 1693 г. и др.). Написал ораторию «Мученичество Святой Екатерины» (итал. Il martirio di Santa Caterina; 1701), а также ряд кантат и арий. В наибольшей степени, однако, известен обобщающим трудом по вокальному искусству и его обучению «Взгляды древних и современных певцов» (итал. Opinione de' cantori antichi e moderni; 1723), изданном позднее в английском и немецком переводах и оказавшем значительное влияние.